# Nacho Fernández
José Ignacio Fernández Iglesias, poznat kao Nacho,  španjolski je nogometaš i reprezentativac koji igra za saudijski klub Al Qadsiah.
Cijelu svoju karijeru proveo je u Kraljevskom klubu, za čiju je seniorsku momčad debitirao 2011. godine; u nekoliko sezona, Nacho je s Realom osvojio niz trofeja, među kojima su i šest Lige prvaka. 
Za španjolsku reprezentaciju debitirao je 2013. godine, međutim tek je 2018. godine zaigrao na prvom velikom natjecanju, kada je bio dio ekipe na Svjetskom prvenstvu u Rusiji. U prvoj utakmici grupe, protiv Portugala, Nacho je postigao svoj prvi gol za reprezentaciju. 

### Golovi za reprezentaciju
| #  | Datum            | Mjesto       | Protivnik | Gol | Rezultat | Natjecanje               |
| -- | ---------------- | ------------ | --------- | --- | -------- | ------------------------ |
| 1. | 15. lipnja 2018. | Soči, Rusija | Portugal  | 3:2 | 3:3      | Svjetsko prvenstvo 2018. |

## Vanjske poveznice
- Nacho na stranici madridskog Reala